# Graeme Bachop
Pas d'image ? Cliquez ici

a Compétitions nationales et continentales officielles uniquement.

b Matchs officiels uniquement.
Dernière mise à jour le 3 novembre 2021.
Graeme Thomas Miro Bachop, né le 11 juin 1967 à Christchurch, est un joueur néo-zélandais de rugby à XV évoluant au poste de demi de mêlée. Il joue 31 fois avec les All-Blacks de 1989 à 1995 avant de porter les couleurs du Japon en 1999, comme le règlement l'autorise à l'époque.

## Biographie
Personnage réservé, volontiers taciturne (il avait la réputation de ne jamais sourire), ce joueur est pourtant un des plus sûrs animateurs du jeu Black, notamment lors de la Coupe du monde 1995. Titulaire indiscutable en 1990 et 1991, il disparaît totalement des tablettes des sélectionneurs les deux années suivantes avant de resurgir à point nommé en milieu de saison 1994 pour former la charnière des Blacks avec son frère Stephen (quatre tests ensemble) et se relancer pour la Coupe du monde. Après la Bledisloe Cup en 1995, il part jouer au Japon, faisant une croix sur sa carrière chez les Blacks (il a 28 ans). Relancé par ceux-ci à la suite de la blessure de Justin Marshall en 1998 puis par ces compatriotes Samoans, il participe finalement à la Coupe du monde 1999 sous les couleurs japonaises.

## Palmarès
- Troisième de la Coupe du monde en 1991
- Finaliste de la Coupe du monde en 1995

## Statistiques en équipes nationales

### Avec l'équipe de Nouvelle-Zélande
De 1989 à 1995, Graeme Bachop compte 31 sélections avec les All-Blacks, inscrivant 18 points. Avec les Kiwis, il dispute deux Coupe du monde en 1991 et 1995.

### Avec l'équipe du Japon
- Nombre de tests avec le Japon : 8
- Tests par saison : 8 en 1999.
- Participation à la coupe du monde 1999.